# Aepypodius bruijnii
Aepypodius bruijnii е вид птица от семейство Megapodiidae. Видът е застрашен от изчезване.

## Разпространение
Разпространен е в Индонезия.